# Pauhu
Pauhu är en ö i Finland. Den ligger i Bottenhavet och i kommunen Björneborg i den ekonomiska regionen  Björneborgs ekonomiska region i landskapet Satakunta, i den sydvästra delen av landet. Ön ligger omkring 31 kilometer nordväst om Björneborg och omkring 260 kilometer nordväst om Helsingfors.
Öns area är 1 hektar och dess största längd är 180 meter i öst-västlig riktning.